# قضاء الحجرية
قضاء الحجرية أحد أقضية لواء تعز التابع لولاية اليمن في العهد العثماني، حيث قسمت الدولة العثمانية ما كانت تحكمه من ولاية اليمن إلى أربعة ألوية رئيسية، ويندرج تحته عدد من الأقضية، ويشمل كل قضاء عدة مخاليف أو النواحي.
مركزه مديرية التربة ومن نواحيه: الحجرية،القبيطة، الأعبوس، المقاطرة، حيفان.